# Angélique Morgan
Angélique Morgan (née le 22 septembre 1975 à Paris), aussi connue sous le pseudonyme de Frenchy, est une actrice et personnalité de télé-réalité ,. Elle est principalement connue pour ses apparitions dans les émissions Rock of Love 2, Rock of Love : Charm School, et I Love Money,. En 2014, elle participe à la quatorzième saison de Celebrity Big Brother.

## Biographie

### Débuts
En 2004, Morgan déménage à Las Vegas, et commence à travailler comme modèle et danseuse exotique pendant deux ans. Pendant cette période, elle fait des apparitions sur Playboy TV et réalise quelques rôles mineurs dans quelques films pour adultes. Après sa deuxième apparition sur The Howard Stern Show, un producteur de la chaîne VH1 la contacte pour lui demander de participer à la seconde saison de Rock of Love, où elle fait sa première apparition dans une émission de téléréalité. Après Rock Of Love 2, VH1 lui demande de participer à trois autres émissions de téléréalité.

### Période récente (2010-présent)
En 2011, elle commence à animer une émission de web-radio, sur BlogTalkRadio.com.
Elle présente également une émission de télévision, Rev Tv, sur Rev TV Channel #25 (chaîne locale de Las Vegas).
En août 2014, Morgan participe à la 14e saison de Celebrity Big Brother. Elle entre dans la maison le premier jour, elle est nommée le dixième jour, réchappe de l'élimination le jour 14, est de nouveau nommé le jour 14 et est finalement éliminée le jour 17.

## Vie privée
En 2016, Frenchy Morgan annonce être en couple avec la mannequin Gabi Grecko (es).
De 2018 à 2020, elle a été en couple avec une célébrité britannique, Oli London, qui partage son amour de la chirurgie plastique et de Jimin. Frenchy a déclaré qu'elle pensait qu'Oli et elle étaient des âmes sœurs et a révélé qu'ils vivaient une relation ouverte "aimante et compréhensive".

## Filmographie

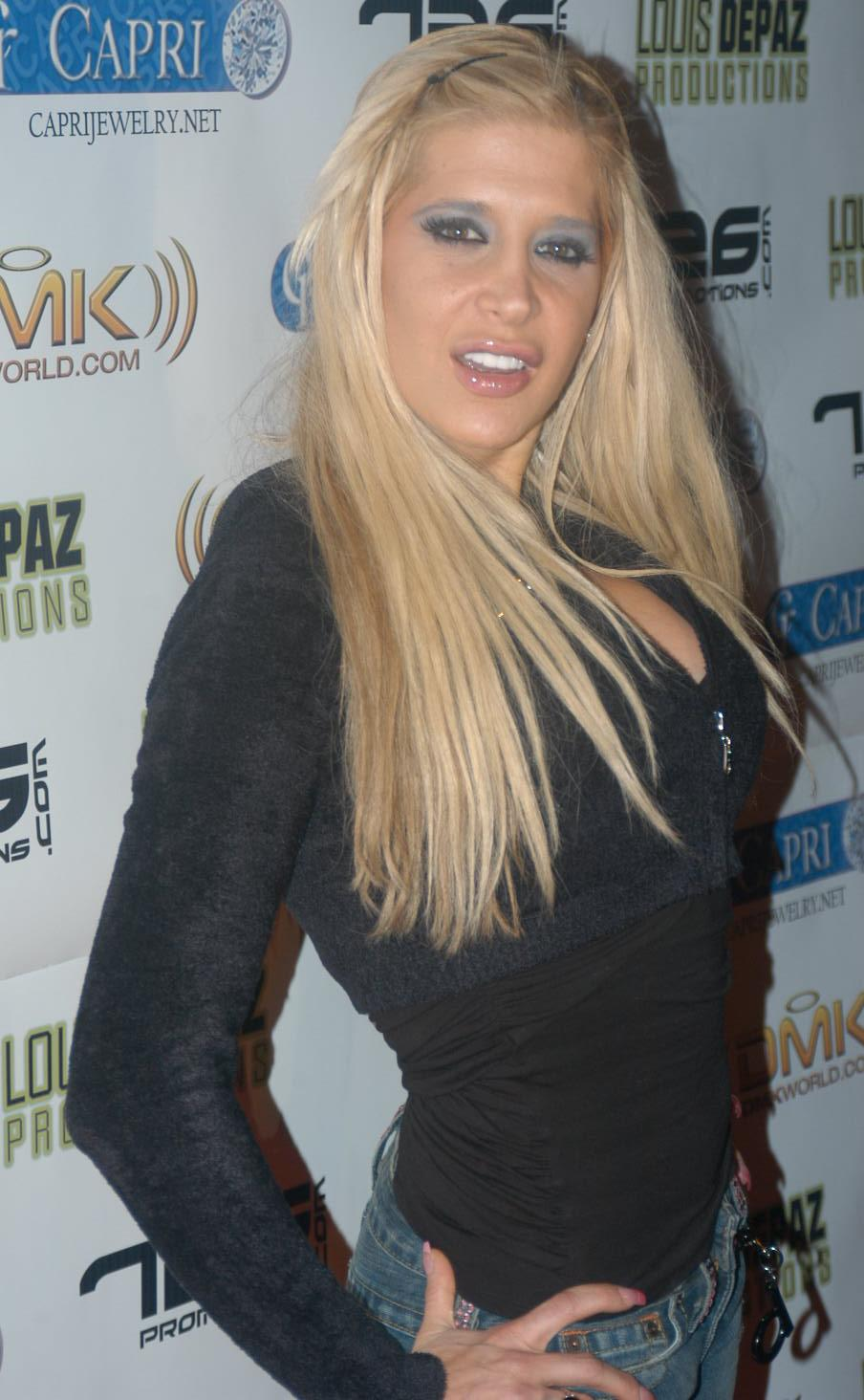
Angelique Morgan en 2005.

### Télévision
| Année | Titre                                   | Chaîne             | Type                        | Rôle      | Notes                                               |
| ----- | --------------------------------------- | ------------------ | --------------------------- | --------- | --------------------------------------------------- |
| 2006  | Dr. 90210                               | E!                 | Téléréalité                 | Elle-même | Figuration                                          |
| 2006  | Playboy TV                              | Playboy TV         | Divertissement pour adultes | Elle-même | Figuration                                          |
| 2006  | The Playboy Mansion (en)                | E!                 | Divertissement pour adultes | Elle-même | Figuration                                          |
| 2006  | Howard TV                               | Vidéo à la demande | Talk show                   | Elle-même | Mexican Delivery Guy Game(diffusé en novembre 2006) |
| 2007  | Criss Angel Mindfreak                   | A&E                | Spectacle de magie          | Elle-même | Actrice                                             |
| 2007  | Howard TV                               | Vidéo à la demande | Talk show                   | Elle-même | Foot Worship (diffusé en novembre 2007)             |
| 2008  | Rock of Love 2                          | VH1                | Téléréalité                 | Elle-même | Éliminé lors du troisième épisode(11e place)        |
| 2008  | Rock of Love : Charm School             | VH1                | Téléréalité                 | Elle-même | Éliminé lors du deuxième épisode (12e place)        |
| 2008  | Howard TV                               | Vidéo à la demande | Talk show                   | Elle-même | Bigfoot Password (aired September 2008)             |
| 2009  | I Love Money 2                          | VH1                | Téléréalité                 | Elle-même | Éliminé lors de l'épisode 13 (6e place)             |
| 2010  | Rock of Love Girls : Where Are They Now | VH1                | Téléréalité                 | Elle-même |                                                     |
| 2014  | Celebrity Big Brother                   | Channel 5          | Téléréalité                 | Elle-même | Saison 14                                           |

### Films
| Année | Titre                | Rôle                       | Genre   | Notes                                                                                          |
| ----- | -------------------- | -------------------------- | ------- | ---------------------------------------------------------------------------------------------- |
| 2009  | Reality Horror Night | Frenchy (personnalité VH1) | comédie | Stars venant notamment de VH1, MTV, Howard TV et NBC. Le film a été tourné le 31 octobre 2009. |

### Films pour adultes
| Year | Title                             | Producer(s)                        | Role                   | Notes                                                                   |
| ---- | --------------------------------- | ---------------------------------- | ---------------------- | ----------------------------------------------------------------------- |
| 2006 | Lesbian Mature Women 12           |                                    |                        |                                                                         |
| 2006 | Double Air Bags 19                |                                    |                        |                                                                         |
| 2006 | Milf School #2                    | ClubJenna Inc. Vivid Entertainment | Actrice pornographique | Angelique Morgan Angelica Lane Daisy Duxxx Jessika Bleu                 |
| 2007 | Limo Bimbos #4                    | 5th Element                        | Actrice pornographique | Sierra Snow Angelique Morgan Liz Taylor Monica Blewinsky Tyler Stephens |
| 2007 | Gina's Filthy Hos #4              | Gina Lynn Productions              | Actrice pornographique | Eve Lawrence Angel Rain Valerie Bond Angelique Morgan                   |
| 2007 | Big Sausage Pizza 14              |                                    |                        |                                                                         |
| 2008 | One Night with Angelique          | ClubAngeliqueMorgan Productions    | Actrice pornographique | Angelique Morgan                                                        |
| 2008 | Fudgestick 3                      |                                    |                        |                                                                         |
| 2010 | Desperate MILFs and Housewives 10 |                                    |                        |                                                                         |
| 2010 | Paste My Face 15                  |                                    |                        |                                                                         |